# Morr
Morr er en jord uden krummestruktur. Den dannes ofte over en sandet råjord, og gerne med en trævlet førne som udgangsmateriale. Typen er fattig på gødningsstoffer og den er sur med et pH, der ligger under 5,5. Af disse grunde findes der næsten ingen regnorme i jorden. Det betyder, at organisk stof og råjord er dårligt blandet, og at omsætningen af førnen foregår meget langsomt.
Råjorden under morr er oftest af typen podzol, som består af skiftende lag af henholdsvis råhumus, blegsand og dybt nede al og under det den oprindelige undergrund.